# Lidji Mbaye
Lidji Mbaye (21 de octubre de 1999) es un deportista de Francia que compite en atletismo. Ganó una medalla de bronce en el Campeonato Europeo de Atletismo Sub-23 de 2019, en la prueba de 4 × 400 m.